# Clarice Phelps

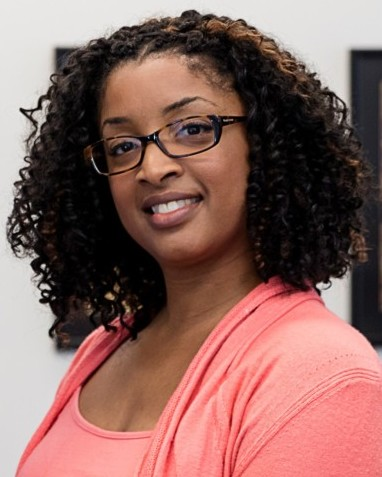
Clarice Phelps in 2017

Clarice E. Phelps (geboortenaam Salone) is een Amerikaans kernchemicus. Zij werkt in het Oak Ridge National Laboratory. Ze was lid van het team dat element 117, tennessine, vond. Phelps is bij Oak Ridge programmamanager voor isotopen met industriële toepassingen. Ze doet ook onderzoek naar radioactieve "super zware" elementen zoals plutonium-238.

## Biografie
Phelps behaalde in 2003 de graad Bachelor of Science in chemie aan de Tennessee State University. Daarna werkte zij bij de Amerikaanse marine op het gebied van  kernenergie, reactortheorie en thermodynamica. Zij woonde in deze periode op een vliegdekschip, de USS Ronald Reagan, waarbij zij werkte aan het onderhoud aan de twee kernreactoren op het schip.
Sinds 2009 werkt zij bij het Oak Ridge National Laboratory. Daar was zij onderdeel van het team dat betrokken was bij de ontdekking van een nieuw element, nummer 117, dat de naam tennessine kreeg. Phelps wordt beschouwd als de eerste Afro-Amerikaanse vrouw die betrokken was bij de ontdekking van een nieuw element. Haar rol bij deze ontdekking betrof de zuivering van berkelium-249. Deze zuivering is nodig, omdat het bij het maken van een element door middel van botsingen met andere atoomkernen, het van groot belang is dat er slechts één type atoom aanwezig is in het doel. Het maken van een zuiver berkelium-249 was een moeizaam proces, dat niettemin snel moet worden doorlopen, omdat berkelium-249 radioactief is en vervalt tijdens het zuiveringsproces.
Het gezuiverde berkelium werd door een laboratorium in Doebna, Rusland, samengevoegd met calcium om tennessine te maken. Het nieuwe element werd "tennessine" genoemd naar Tennessee, de Amerikaanse staat waar Oak Ridge in ligt.
In 2013 werd Phelps manager van programma's bij Oak Ridge om nikkel-63 en selenium-75 te maken voor industrieel gebruik. Ze deed ook spectroscopische analyse van  isotopen van plutonium en neptunium, die door NASA worden gebruikt als energiebron voor ruimteschepen. Ook doet zij onderzoek naar het scheiden van isotopen van actinium, lanthaan, europium en samarium, die worden gebruikt voor medisch onderzoek en behandelingen. Daarnaast onderzocht zij de elektrodepositie met californium-252 voor het Californium Rare Isotope Breeder Upgrade-project.

## Onderscheidingen en lidmaatschappen
In 2017 won Phelps de YWCA Knoxville Tribute to Women Technology, Research and Innovation Award. (YWCA is de afkorting van World Young Women's Christian Association). Deze prijs is bedoeld voor "lokale vrouwen die leidend zijn in hun vakgebied op het gebied van technologie en die uitblinken in dienstverlening aan de gemeenschap".
Phelps is lid van de American Chemical Society en is diversiteitsvoorzitter van Oak Oak's Educational Outreach Committee voor Knox County Schools.